# Fair Oaks (Oregon)
Fair Oaks – jednostka osadnicza w Stanach Zjednoczonych, w stanie Oregon, w hrabstwie Douglas.